# Йоханес Волфганг фон Бодман
Йоханес Волфганг фон Бодман (на немски: Johannes Wolfgang Reichsfreiherr von Bodman; * 19 януари 1651 в Бодман; † 29 септември или 6 октомври 1691) е имперски фрайхер от стария швабски род Бодман, от 1686 г. (помощник) вай-епископ на Констанц и титулар-епископ на Дарданус.

## Живот
Той е син на Ханс Адам фон Бодман-Каргег и Фройдентал (1606 – 1678) и първата му съпруга Мария Магдалена фон Зикинген (1611 – 1660), дъщеря на Ханс Якоб фон Зикинген (1571 – 1611) и Сузана фон Райнах. Баща му се жени втори път за Мария Урсула фон Леонрод (1621 – 1696). Братята му са Йохан Йозеф и Йохан фон Бодман (1637 – 1692), който е баща на имперски фрайхер Йохан Адам фон Бодман (1672 – 1742). Той има полусестра фрайин Мария Магдалена фон и цу Бодман (1665 – 1695), омъжена на 27 октомври 1691 г. за фрайхер Франц Доминик Фогт фон Алтен-Зумерау и Прасберг.
Йоханес Волфганг става през 1665 г. домхер в Констанц. От 1666 до 1673 г. той следва в Рим в „Collegium Germanicum et Hungaricum“. На 6 август 1673 г. е ръкоположен за свещеник в епископство Констанц и през 1675 г. става капитулар в Констанц, 1686 г. катедрален кантор.
На 2 септември 1686 г. той е номиниран за титулар-епископ на Дарданус и за помощник/вай-епископ на Констанц.